# Municipio de Powell (Míchigan)
El municipio de Powell (en inglés: Powell Township) es un municipio ubicado en el condado de Marquette en el estado estadounidense de Míchigan. En el año 2010 tenía una población de 816 habitantes y una densidad poblacional de 1,94 personas por km².

## Geografía
El municipio de Powell se encuentra ubicado en las coordenadas 46°49′46″N 87°48′22″O / 46.82944, -87.80611. Según la Oficina del Censo de los Estados Unidos, el municipio tiene una superficie total de 419.72 km², de la cual 398,07 km² corresponden a tierra firme y (5,16 %) 21,65 km² es agua.

## Demografía
Según el censo de 2010, había 816 personas residiendo en el municipio de Powell. La densidad de población era de 1,94 hab./km². De los 816 habitantes, el municipio de Powell estaba compuesto por el 95,34 % blancos, el 0,12 % eran afroamericanos, el 2,57 % eran amerindios, el 0,98 % eran asiáticos y el 0,98 % eran de una mezcla de razas. Del total de la población el 0,37 % eran hispanos o latinos de cualquier raza.